# Pharaphodius putearius
Pharaphodius putearius är en skalbaggsart som beskrevs av Edmund Reitter 1895. Pharaphodius putearius ingår i släktet Pharaphodius och familjen Aphodiidae. Inga underarter finns listade i Catalogue of Life.